# 巴比倫 (紐約州)
巴比倫（英語：Babylon）是美國紐約薩福克縣的十個鎮之一。 截至2010年人口普查，人口為214,191。 它的西部與拿騷縣接壤，南部與大西洋接壤。在最西端，紐約市的邊界皇后區約20英里（32公里），距離曼哈頓約30英里（48公里）。